# ドバイオナー
ドバイオナー（Dubai Honour）は、アイルランド生産・イギリス調教の競走馬。主な勝ち鞍は2023年のランヴェットステークス、クイーンエリザベスステークス、2024年のサンクルー大賞、2025年のタンクレッドステークス。

## 概要

### 2歳（2020年）
8月28日ニューマーケット競馬場の条件戦にてトム・マーカンドを背にデビューして4着。9月11日のチェスター競馬場の条件戦を2着。26日のヘイドックパーク競馬場の条件戦にてダニエル・タドホープ騎手を背に初勝利を挙げた。
その後は10月10日ヨーク競馬場の条件戦に出走するも4着に敗れた。

### 3歳（2021年）
6月17日アスコット競馬場のハンデ戦より始動して4着。7月9日ニューマーケット競馬場のハンデ戦をジェームズ・ドイルを背に勝利した。
8月14日のギヨームドルナノ賞(G2)では7番人気での出走となったが、最後方から馬群の真ん中へと突っ込み2着に1馬身3/4差をつける快勝でグループ競走初制覇を果たした。
10月2日のドラール賞(G2)では2番人気に支持され、後方2番手の追走から大外に持ち出して1馬身1/2差でグループ競走連勝を果たした。
その後は10月16日のチャンピオンステークス(G1)に3番人気で出走し、後方からシリウェイ目掛けて襲い掛かるも二の脚を繰り出して粘るシリウェイと捉えられずに2着。12月12日の香港カップでは4着に敗れた。

### 4歳（2022年）
3月26日のドバイシーマクラシック(G1)から始動するが10着大敗。7月24日のヨークステークス(G2)では1番人気に支持されるがサーバスカーとの叩き合いをハナ差で競り負けて2着。8月17日のインターナショナルステークス(G1)ではバーイードの4着に敗れた。その後は9月3日のセプテンバーステークス(G3)に出走して2着。10月15日のチャンピオンステークス(G1)は6着に敗れた。

### 5歳（2023年）
オーストラリアに遠征して3月18日のランヴェットステークス(G1)に出走、3番人気に支持された。ライアン・ムーア鞍上で3番手を維持してそのまま直線に入ると、連覇を狙うモンテフィリアに4.4馬身差を付ける圧勝でG1初制覇を飾った。
続く4月8日のクイーンエリザベスステークス(G1)にマーカンド騎手と組んで出走。単勝オッズはJRAで2.5倍、英ブックメーカーの2.3倍でも1番人気に支持された。レースは大外枠から逃げるユニコーンライオンから6馬身ほど離れた7・8番手で中間点を通過。直線ではユニコーンライオンらをアナモーが捕らえるが、それを更に外からまとめて交わし去り、最後は鞍上が手綱を抑える余裕を見せて2.45馬身で完勝した。
4月30日のクイーンエリザベス2世カップ(G1)に出走してJRAオッズで4番人気・HKJCでは2番人気の支持を受けるも、前年の覇者ロマンチックウォリアーが余裕の走りで勝利して、2着プログノーシスから半馬身差の3着に負けた。
その後は7月8日のエクリプスステークス(G1)に3番人気で出走するもパディントンの4着（最下位）。10月21日のチャンピオンステークス(G1)はドイルを背に出走するが、キングオブスティールの6着に敗れた。

### 6歳（2024年）
今季初戦として4月1日のマグノリアステークス(L)にムーアを背に単勝オッズ1.66倍の支持を受けて出走。5頭立ての4番手から余力たっぷりに抜け出して3馬身差で制して圧倒的な支持に応えた。ハガス師は昨年3着だったクイーンエリザベス2世カップの招待を受諾していることを明かした。
4月28日のクイーンエリザベス2世カップ(G1)ではマーカンドを背にJRA・HKJCオッズ共に4番人気で出走するもロマンチックウォリアーの7着に敗れた。陣営は最初のコーナーまで忙しかったのを敗因に挙げた。
6月2日のシャンティイ大賞(G2)に4番人気で出走してジュンコの3着に敗れた。
6月30日のサンクルー大賞(G1)は単勝オッズ7.3倍の1番人気で出走。最低人気のアウトボックスが逃げる展開となり、ポイントロンズデールが2番手で、ドバイオナーは内の3番手を追走。直線に入るとポイントロンズデールの内から抜け出して先頭に立ち、フィードザフレイムが追い上げるもこれを1馬身3/4差で押し切って優勝。3度目のG1制覇で、欧州では初のG1制覇となった。
7月27日のキングジョージ6世&クイーンエリザベスステークスでは、7着に大敗。続く9月1日のバーデン大賞ではファンタスティックムーンの2着に惜敗した。11月26日のチャーチルステークス(L)では、ザフォクシースに3馬身差離された2着に敗れる。12月8日の香港ヴァーズでは、内から懸命に伸びるもジアヴェロットの2着となかなか勝ちきることができずに6歳シーズンを終えた。

### 7歳  (2025年)
オーストラリアへ2年ぶりに遠征して挑んだタンクレッドステークスでは、最後の直線で内の馬群を捌いて抜け出し勝利した。

## 競走成績
| 出走日     | 競馬場           | 競走名               | 格 | 距離          | 着順 | 騎手         | 着差       | 1着（2着）馬       |
| ---------- | ---------------- | -------------------- | -- | ------------- | ---- | ------------ | ---------- | ------------------ |
| 2020.08.28 | ニューマーケット | 条件戦               |    | 芝1400m（重） | 4着  | T.マーカンド | 13 1/4馬身 | Mujbar             |
| 2020.09.11 | チェスター       | 条件戦               |    | 芝1520m（良） | 2着  | D.アラン     | ハナ       | State Of Bliss     |
| 2020.09.26 | ヘイドック       | 条件戦               |    | 芝1630m（良） | 1着  | D.タドホープ | 2 1/2馬身  | （Oman）           |
| 2020.10.10 | ヨーク           | 条件戦               |    | 芝1580m（重） | 4着  | D.タドホープ | 1 1/4馬身  | The Flying Ginger  |
| 2021.06.17 | アスコット       | ハンデ戦             |    | 芝1600m（良） | 4着  | T.マーカンド | 2 1/2馬身  | Perotto            |
| 2021.07.09 | ニューマーケット | ハンデ戦             |    | 芝2000m（良） | 1着  | J.ドイル     | アタマ     | （Foxes Tales）    |
| 2021.08.14 | ドーヴィル       | ギヨームドルナノ賞   | G2 | 芝2000m（稍） | 1着  | M.ギュイヨン | 1 3/4馬身  | （Pretty Tiger）   |
| 2021.10.02 | パリロンシャン   | ドラール賞           | G2 | 芝1950m（重） | 1着  | J.ドイル     | 1 1/2馬身  | （Magny Cours）    |
| 2021.10.16 | アスコット       | チャンピオンS        | G1 | 芝1990m（稍） | 2着  | J.ドイル     | 3/4馬身    | Sealiway           |
| 2021.12.12 | 沙田             | 香港カップ           | G1 | 芝2000m（良） | 4着  | T.マーカンド | 1 1/4馬身  | Loves Only You     |
| 2022.03.26 | メイダン         | ドバイSC             | G1 | 芝2410m（良） | 10着 | J.ドイル     | 4 1/4馬身  | Shahryar           |
| 2022.07.23 | ヨーク           | ヨークS              | G2 | 芝2050m（良） | 2着  | S.ドノヒュー | ハナ       | Sir Busker         |
| 2022.08.17 | ヨーク           | インターナショナルS  | G1 | 芝2050m（良） | 4着  | T.マーカンド | 9馬身      | Baaeed             |
| 2022.09.03 | ケンプトン       | セプテンバーS        | G3 | オ2400m（良） | 2着  | T.マーカンド | 2 3/4馬身  | Mostahdaf          |
| 2022.10.15 | アスコット       | チャンピオンS        | G1 | 芝1990m（稍） | 6着  | J.ドイル     | 4 1/2馬身  | Bay Bridge         |
| 2023.03.18 | ローズヒル       | ランヴェットS        | G1 | 芝2000m（稍） | 1着  | R.ムーア     | 4 1/2馬身  | （Montefilia）     |
| 2023.04.08 | ランドウィック   | クイーンエリザベスS  | G1 | 芝2000m（重） | 1着  | T.マーカンド | 2 1/2馬身  | （Mo'unga）        |
| 2023.04.30 | 沙田             | QE2世C               | G1 | 芝2000m（良） | 3着  | T.マーカンド | 2 1/2馬身  | Romantic Warrior   |
| 2023.07.08 | サンダウン       | エクリプスステークス | G1 | 芝2400m（良） | 4着  | T.マーカンド | 8 1/2馬身  | Paddington         |
| 2023.10.21 | アスコット       | チャンピオンS        | G1 | 芝1990m（重） | 6着  | J.ドイル     | 7 1/4馬身  | King Of Steel      |
| 2024.04.01 | ケンプトン       | マグノリアS          | L  | オ2000m（良） | 1着  | R.ムーア     | 3馬身      | （Okeechobee）     |
| 2024.04.28 | 沙田             | QE2世C               | G1 | 芝2000m（稍） | 7着  | T.マーカンド | 4 1/4馬身  | Romantic Warrior   |
| 2024.06.02 | シャンティイ     | シャンティイ大賞     | G2 | 芝2400m（重） | 3着  | T.マーカンド | 1 1/4馬身  | Junko              |
| 2024.06.30 | サンクルー       | サンクルー大賞       | G1 | 芝2400m（稍） | 1着  | T.マーカンド | 1 3/4馬身  | （Feed The Flame） |
| 2024.07.27 | アスコット       | KGVI&QES             | G1 | 芝2390m（良） | 7着  | T.マーカンド | 15 3/4馬身 | Goliath            |
| 2024.09.01 | バーデンバーデン | バーデン大賞         | G1 | 芝2400m（良） | 2着  | T.マーカンド | 1 1/4馬身  | Fantastic Moon     |
| 2024.11.16 | ニューカッスル   | チャーチルS          | L  | オ2000m（良） | 2着  | A.ファラガー | 3馬身      | The Foxes          |
| 2024.12.08 | 沙田             | 香港ヴァーズ         | G1 | 芝2400m（良） | 2着  | T.マーカンド | 2 1/2馬身  | Giavellotto        |
| 2025.04.01 | ローズヒル       | タンクレッドS        | G1 | 芝2400m（重） | 1着  | T.マーカンド | 3/4馬身    | Duke De Sessa      |

## 血統表
| ドバイオナーの血統          | ドバイオナーの血統                                                   | ドバイオナーの血統                                                   | （血統表の出典）                                                     | （血統表の出典）  |
| 父系                        | ミスタープロスペクター系                                             | ミスタープロスペクター系                                             | ミスタープロスペクター系                                             |                   |
| 父 Pride Of Dubai 鹿毛 2012 | 父の父Street Cry 黒鹿毛 1998                                         | Machiavellian                                                        | Mr. Prospector                                                       | Mr. Prospector    |
| 父 Pride Of Dubai 鹿毛 2012 | 父の父Street Cry 黒鹿毛 1998                                         | Machiavellian                                                        | Coup de Folie                                                        |                   |
| 父 Pride Of Dubai 鹿毛 2012 | 父の父Street Cry 黒鹿毛 1998                                         | Helen Street                                                         | Troy                                                                 | Troy              |
| 父 Pride Of Dubai 鹿毛 2012 | 父の父Street Cry 黒鹿毛 1998                                         | Helen Street                                                         | Waterway                                                             |                   |
| 父 Pride Of Dubai 鹿毛 2012 | 父の母*アルアヌード 鹿毛 2003                                        | *デインヒル                                                          | Danzig                                                               | Danzig            |
| 父 Pride Of Dubai 鹿毛 2012 | 父の母*アルアヌード 鹿毛 2003                                        | *デインヒル                                                          | Razyana                                                              |                   |
| 父 Pride Of Dubai 鹿毛 2012 | 父の母*アルアヌード 鹿毛 2003                                        | Eljazzi                                                              | *アーテイアス                                                        | *アーテイアス     |
| 父 Pride Of Dubai 鹿毛 2012 | 父の母*アルアヌード 鹿毛 2003                                        | Eljazzi                                                              | Border Bounty                                                        |                   |
| 母 Mondelice 鹿毛 2013      | 母の父Montjeu 鹿毛 1996                                              | Sadler's Wells                                                       | Northern Dancer                                                      | Northern Dancer   |
| 母 Mondelice 鹿毛 2013      | 母の父Montjeu 鹿毛 1996                                              | Sadler's Wells                                                       | Fairy Bridge                                                         |                   |
| 母 Mondelice 鹿毛 2013      | 母の父Montjeu 鹿毛 1996                                              | Floripedes                                                           | Top Ville                                                            | Top Ville         |
| 母 Mondelice 鹿毛 2013      | 母の父Montjeu 鹿毛 1996                                              | Floripedes                                                           | Toute Cy                                                             |                   |
| 母 Mondelice 鹿毛 2013      | 母の母Compelling 鹿毛 2008                                           | Kingmambo                                                            | Mr. Prospector                                                       | Mr. Prospector    |
| 母 Mondelice 鹿毛 2013      | 母の母Compelling 鹿毛 2008                                           | Kingmambo                                                            | Miesque                                                              |                   |
| 母 Mondelice 鹿毛 2013      | 母の母Compelling 鹿毛 2008                                           | Damson                                                               | *アントレプレナー                                                    | *アントレプレナー |
| 母 Mondelice 鹿毛 2013      | 母の母Compelling 鹿毛 2008                                           | Damson                                                               | Tadkiyra                                                             |                   |
| 母系(F-No.)                 | Grey Skim(FN:5-b)                                                    | Grey Skim(FN:5-b)                                                    | Grey Skim(FN:5-b)                                                    | [ § 2 ]           |
| 5代内の近親交配             | Sadler's Wells：M3×M5, Mr. Prospector：S4×M4, Northern Dancer：M4×S5 | Sadler's Wells：M3×M5, Mr. Prospector：S4×M4, Northern Dancer：M4×S5 | Sadler's Wells：M3×M5, Mr. Prospector：S4×M4, Northern Dancer：M4×S5 | [ § 3 ]           |
| 出典                        | 1. 2. 3.                                                             | 1. 2. 3.                                                             | 1. 2. 3.                                                             | 1. 2. 3.          |